# Глюк (художниця)
Ганна Ґлакштайн (Hannah Gluckstein, 13 серпня 1895 — 10 січня 1978), відома як Ґлюк — британська художниця. Членкиня колонії художників Ламорна неподалік Пензаса, відома своїми портретами, квітковими картинами та новаторським дизайном рам для картин. Мала стосунки з жінками, зокрема з Нестою Обермер: їх спільний автопортрет «Медальйон» (1937) вважається культовим лесбійським твором.

## Біографія
Народилася в багатій єврейській родині в Лондоні 13 серпня 1895 року. Батьком був Джозеф Ґлакштайн, брати якого Ісідор і Монтегю заснували мережу вуличних чайних та імперію громадського харчування. Дідом її був Самуель Глюкстейн (1821—1873), найбільший роздрібний продавець тютюну в країні. Мати Ганни навчалася на оперну співачку, але зустріла вдвічі старшого бездітного вдівця Джозефа й одружилася з ним через шість тижнів. 
Ганна Глакштайн навчалась у школі у Свісс-Котеджі до 1910 року, а потім у школі для дівчаток Святого Павла в Хаммерсміті до 1913 року. У 1913—1916 роках відвідувала школу мистецтв Сент-Джонс Вуд, після чого переїхала до західної долини Корнуолла Ламорна, приєднавшись до колонії художників. 
До Корнуолла перебралася разом зі студентом мистецтва та партнером Е. М. Крейгом (1893—1968). До 1918 року вони жили разом у Лондоні, спочатку у квартирі на Фінчлі-роуд, потім у студії в Ерлз-Корт. Деякий час мали студію в Ламорні.

## Кар'єра
У мистецькому співтоваристві Ганна Глюк почала приймати чоловічу зовнішність і кидати виклик моді та гендерним нормам. Вона відкидала будь-які почесні звернення (такі як "міс", "містер"), також використовувала імена Пітер та Гіґ. 1916 року Альфред Маннінгс написав Глюк, яка курить люльку. Коли мистецьке товариство, віцепрезидентом якого Глюк була, позначило її як «міс Глюк» на своєму бланку, вона пішла у відставку.
Картини художниці були виставлені в спеціальній рамці, яку вона винайшла і запатентувала у 1932 році. «Рама Глюк» мала особливий вигляд: вона піднімалася зі стіни трьома ярусами, кожен ярус був менший за той, що стояв за ним. Пофарбована або обклеєна папером, рама мала уподібнити картини художника архітектурі кімнати.

### 1920-1930-ті
У 1920-30-х роках Глюк була відома портретами та квітковими картинами. Останні оцінила декораторка Сірі Мегем. У жовтні 1924 року була її персональна виставка з 56 картин у галереї Доріен Лей у Південному Кенсінгтоні, Лондон. Протягом 1925 року Глюк написала серію робіт із зображенням театральних сцен, які були частиною виставки «Сцена та країна». У 1928 році Глюк жила у Болтон Хаусі з письменницею та світською левицею Сибіл Куксон. 1931 року архітектор Едвард Мауф оформив студію у прибудові до будинку. Наступного року була ще одна персональна виставка «Різноманітні картини». Тоді ж почались стосунки з квітковою дизайнеркою Констанс Спрай, чиї роботи вплинули на картини художниці.

### «Медальйон»
У травні 1936 року Глюк провела вихідні з Нестою Обермер у будинку сім'ї Обермерів у Східному Сассексі. Пізніше вона оголосила 25 травня днем їхнього весілля. Глюк припинила стосунки зі Спрай і влаштувала багаття з особистих листів, щоденників і картин у Болтон-хаусі.
Одна з найвідоміших картин художниці «Медальйон» (1937) — це подвійний портрет Глюк (праворуч) та Нести Обермер (ліворуч), натхненний ніччю 1936 року, коли закохані відвідали постановку Фріца Буша «Дон Жуана» Моцарта. За словами біографа Глюк, «вони сиділи разом у третьому ряду і відчували, як інтенсивність музики злила їх обох в одну людину та відповідала їхньому коханню». У 1937 році у Глюк була третя персональна виставка в Fine Art Society. художню виставку з тридцяти трьох картин, в тому числі Медальйон, відвідала королева Єлизавета Боуз-Лайон.

### Тридцятирічна перерва
З закінченням стосунків з Обермер закінчилася і творча кар'єра художниці. Розпочався 30-річний період художньої блокади, аж поки наприкінці 1960-х років Глюк не відчула відновлення творчої енергії.

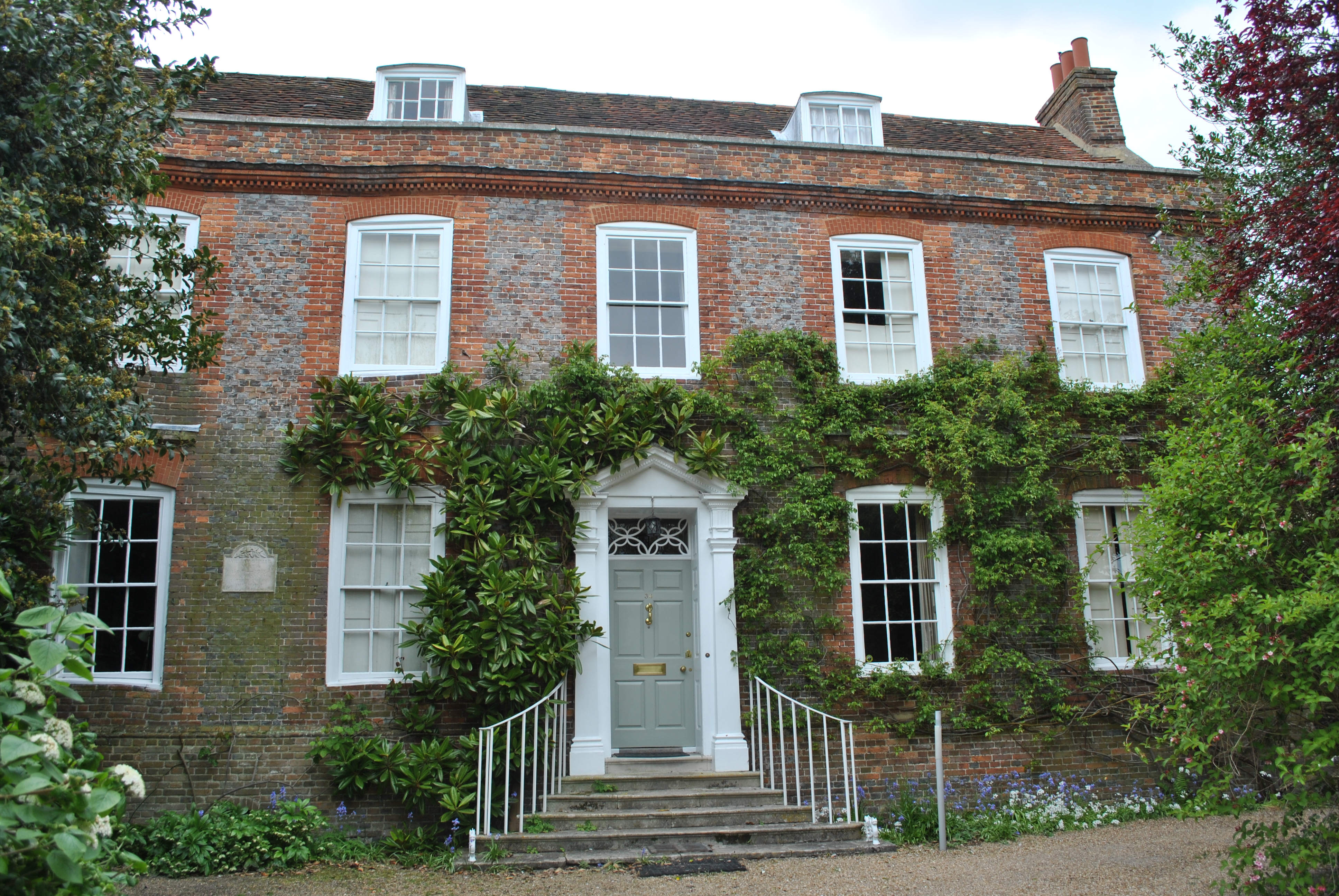
Chantry House, Steyning, 2017

У 1943 році Глюк познайомилася з журналісткою Едіт Шеклтон Гілд. Вони відпочивали в Брайтоні та Лайм-Реджисі в Дорсеті. Наступного року Глюк переїхала у Стейнінг, Сассекс, і жила там з Едіт та її сестрою Норою до смерті. У 1945 році вона продала будинок, але зберегла студію. У 1949 році студію продала художнику та автору Ітеллу Колкухоуну.

### «Війна фарб»
У 1950-х роках Глюк почала «війну фарб», щоб покращити їхню якість. Художниця відчувала, що деякі фарби мають зернисту консистенцію і виглядають «мертвими» на полотні. Вона вважала, що деякі фарби змінювали колір відповідно до напрямку мазка, а деяким потрібно багато часу, щоб висихати.

### Останні роки
У 1970ті роки художниця повернулась до живопису, вона використовувала спеціальні фарби ручної роботи, які безкоштовно постачав виробник. Останньою великою роботою художниці була картина риб'ячої голови, що розкладається на пляжі: «Лють, лють проти вмирання світла». У 1977 році Глюк пожертвувала особистих 57 предметів Брайтонському музею та художній галереї.
Померла у 1978 році в Стейнінг, Сассекс, у 82 років.

## Спадщина
Через два роки після смерті художниці Товариство образотворчого мистецтва організувало шеститижневу виставку 45 картин Ганни Глюк. У 1982 році видавництво Virago Press вибрало Медальйон обкладинкою для свого масового видання. У липні-серпні 1998 року відбулася «невелика, але чудово підготовлена виставка деяких із найбільш пам'ятних картин» художниці в Бексхілл-он-Сі, у павільйоні Де Ла Варр. Картина «Плащ Флори» (близько 1923 року) була придбана Тейт у 2019 році з нагоди сторіччя отримання жінками права голосу в Британії у 2018 році". Автопортрет 1942 року був подарований художницею Національній портретній галереї в 1973 році та був представлений на виставці 2001—2002 років. 13 серпня 2023 року у Великобританії та кількох інших країнах художницю відзначили створенням дудлом Google.

## Особисте життя
Глюк була лесбійкою.